# Dr. Sin
Dr. Sin ist eine Hard-Rock-Band aus Brasilien.

## Bandgeschichte
Dr. Sin wurde 1992 von Andria Busic, Ivan Busic und Edu Ardanuy ins Leben gerufen.
1993 erschien das Debütalbum Dr. Sin. In derselben Besetzung erschienen die beiden Alben Brutal (1995) und Insinity (1997).
Im Jahr 2000 stieß Sänger Michael Vescera (ehemals bei Yngwie Malmsteen) zu Dr. Sin, mit ihm erschien Dr. Sin II. Mike Vescera verließ Dr. Sin im selben Jahr wieder, da er wegen seiner in den USA lebenden Familie nicht mehr mittouren konnte, zukünftige Alben mit seiner Beteiligung sind aber immer wieder im Gespräch. 2005 erschien das Coveralbum Listen to the Doctors, auf dem sich ausschließlich Lieder mit dem Wort „Doctor“ im Titel befinden. Das sechste Studioalbum der Band, Bravo, wurde 2007 veröffentlicht, gefolgt von den Alben Animal im Jahr 2011 und Intactus Anfang des Jahres 2015.

## Diskografie
- 1993: Dr. Sin
- 1995: Brutal
- 1997: Insinity
- 1998: Live in Brazil (Live-EP mit Yngwie Malmsteen, nur in Japan; CD heißt Live!)
- 1999: Alive (live)
- 2000: Dr. Sin II (mit Mike Vescera (ex-Yngwie Malmsteen) als Sänger)
- 2003: Ten Years Live (live) (auch als DVD)
- 2005: Listen to the Doctors
- 2007: Bravo
- 2011: Animal
- 2015: Intactus
- 2019: Back Home Again
- 2023: Acústico (DVD, DVD-Video, 2×CD)